# 標準重力
標準重力（ひょうじゅんじゅうりょく、英: Standard gravity）は、地表近くの真空にある物体が受ける名目重力加速度であり、通常、g0 または gn の記号で表される。正確に 9.80665 m/s2 である。この値は、1901年の第3回国際度量衡総会で決められ、質量と名目加速度の積で、物体の標準重量を定義している。地表付近の物体の加速度は、重力と地球の自転による遠心力の複合効果による（ただし、ほとんどの場合には、後者の値は無視できるほど小さい）。この合計（見かけの重力）は、地球の極地方で赤道上よりも約0.5%大きい。
g という記号も標準重力を表すのに用いられることがあるが、添え字なしの g は、地球の地点に応じて変わる局地的な重力も表す。
上記で定義された g0 の値は、緯度45度の海面上で物体を自由落下させた時の値に基づいており、地球上の中程度の値である。地上での実際の自由落下の加速度は場所によって異なるが、上記の標準値は、計量学上の目的に常に用いられる（実際の海面上の加速度の平均値は、この値よりわずかに小さい）。

## 単位としての重力加速度
重力加速度は加速度の単位として用いられることがある。この場合は大文字で G と書かれ、「ジー」と読む。重力加速度と同じ加速度を 1.0 G のように表現する。
G（ジー）はSI単位には含まれず、また日本の計量法でも使用が認められていない。なお、ガル Gal (0.01 m/s²) は、国際単位系ではないが、計量法では特殊の計量単位として認められている。
1.0 G = 9.80665 m/s²